# Les quatre novel·les clàssiques xineses

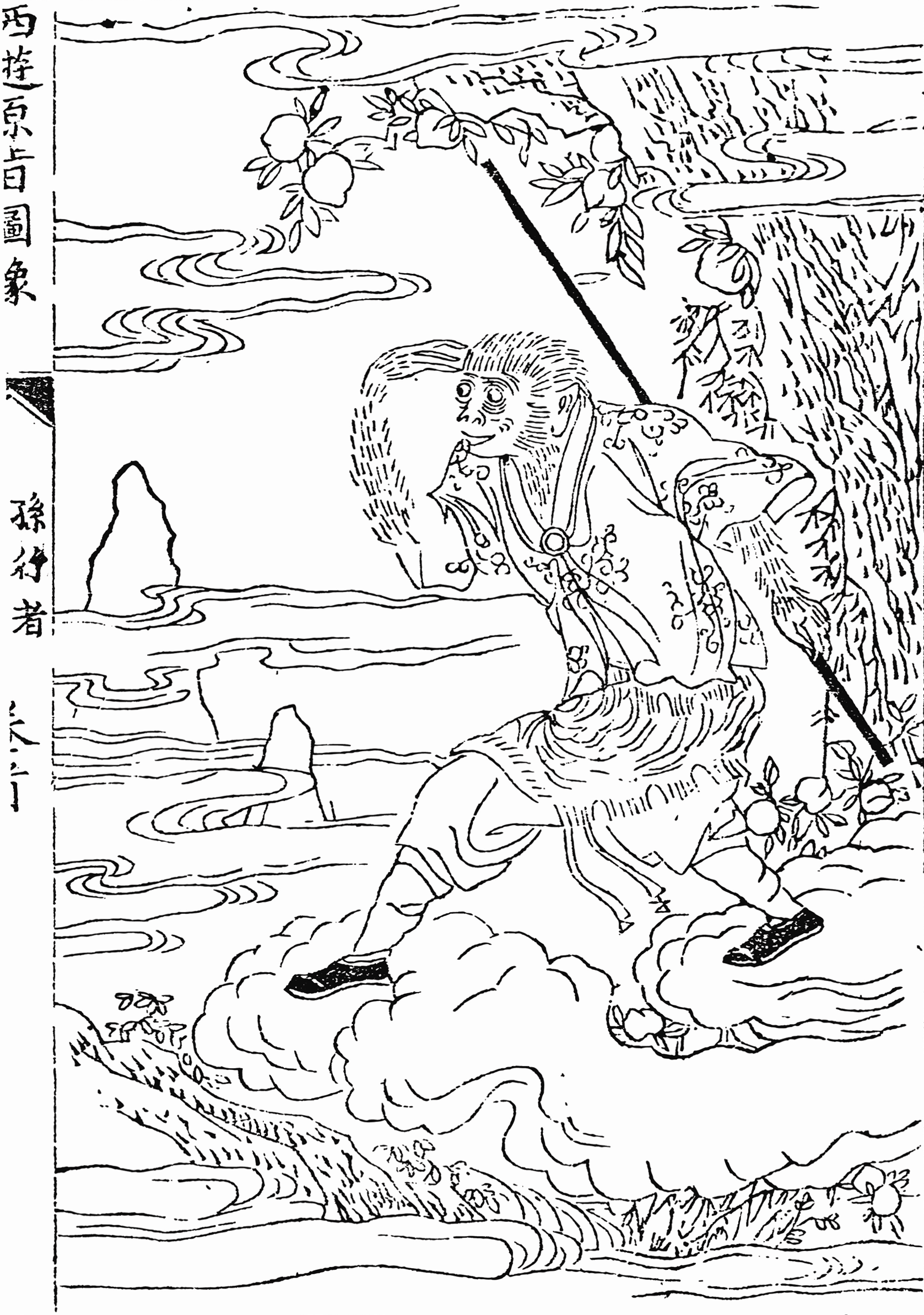
Il·lustració de Viatge a l'Oest

Les Quatre grans novel·les clàssiques xineses (en pinyin: sì dà míng zhù) són quatre novel·les considerades pels estudiosos les més influents obres de ficció de l'era premoderna xinesa. Datades de les dinasties Ming i Qing, es troben entre les novel·les més llargues i antigues del món.
Aquest terme el proposà el sinòleg nord-americà Andrew H. Plaks el 1987, en el llibre Four Masterworks of the Ming Novell, amb el qual guanyà el premi Joseph Levenson. En la seua selecció Planks utilitzà com a referència principal l'obra de C. T. Hsia. Tanmateix, altres autors, com Paul Ropp, han argumentat que s'hi haurien d'incloure també les novel·les Jin Ping Mei de Lanling Xiaxiao Sheng i Història del bosc dels Lletrats de Wu Jingzi.
D'acord amb la proposta de Plaks, àmpliament adoptada, aquestes quatre obres de la literatura xinesa són:
- Romanç dels Tres Regnes (1330) de Luo Guanzhong.
- Marge d'aigua (1373?) de Shi Nai'an.
- Viatge a l'Oest (1590) atribuït a Wu Cheng'en.
- El somni del pavelló vermell (1792) de Cao Xueqin.